# Abraham Iniga
Abraham Iniga (ur. 21 listopada 1979) – piłkarz z Wysp Salomona grający na pozycji pomocnika w Marist FC.

## Kariera klubowa
Karierę piłkarską Iniga rozpoczął w klubie Mars FC w 2002. W latach 2004–2005 był zawodnikiem Systek Kingz. W jego barwach zadebiutował w pierwszej lidze Wysp Salomona w 2004. W latach 2006–2009 występował w Papui-Nowej Gwinei, gdzie był zawodnikiem PS United i Hekari United. Z Hekari dwukrotnie zdobył mistrzostwo Papui-Nowej Gwinei w 2008 i 2009. W latach 2009–2010 był zawodnikiem Marist FC, by po roku powrócić do Hekari, z którym zdobył kolejny tytuł mistrza Papui-Nowej Gwinei oraz wystąpił w Klubowych Mistrzostwach Świata 2010.

## Kariera reprezentacyjna
W reprezentacji Wysp Salomona Iniga zadebiutował 6 września 2005 w przegranym 1-2 meczu w eliminacji Mistrzostw Świata 2006 z Australią. W 2012 roku wystąpił w Pucharze Narodów Oceanii 2012, który był jednocześnie częścią eliminacji Mistrzostw Świata 2014.